# Liracraea odhneri
Liracraea odhneri é uma espécie de gastrópode do gênero Liracraea, pertencente a família Mangeliidae.